# C12H9NO
化学式C12H9NO（摩尔质量：183.21 g/mol）可以指：
- 吩噁嗪（夹氧氮蒽），CAS号：135-67-1
- 3-氨基二苯并呋喃（德语：3-Dibenzofuranamin），CAS号：4106-66-5

|  | 这个同类索引页列出了具有相同分子式的化学物（即同分異構體）条目。 除非您是有意链接至本页，否则应将相应条目的内部链接指向正确的条目。 |